# 兰纳克翅鲎属
兰纳克翅鲎属（学名：Lanarkopterus）是混足鲎科的一属。属名来自苏格兰地名Lanark+ 古希腊语 pterón“wing”（翅膀）。

## 下属物种
本属包括以下物种：
- †长螯兰纳克翅鲎 Lanarkopterus dolichoschelus Peach and Horne, 1899，种名来自古希腊语dolikhós“long”（长的） + chelus“chelicera”（螯肢）。